# Lubian
Lubian [pronunciación en polaco: /ˈlubjan/] (en alemán: Groß Lauben) es un pueblo ubicado en el municipio (gmina) de Grunwald, en el condado de Ostróda, voivodato de Varmia y Masuria, Polonia. Según el censo de 2011, tiene una población de 41 habitantes.
Está situado aproximadamente a 10 kilómetros al sureste de Gierzwałd (la sede del municipio), a 28 kilómetros al sureste de Ostróda, y a 40 kilómetros al suroeste de la capital regional. Olsztyn.